# 2016-os Australian Open
A 2016-os Australian Open az év első Grand Slam-tornája, amelyet 2016. január 18–31. között 104. alkalommal rendeznek meg a Melbourne-ben található Melbourne Parkban. A tornát férfi és női egyes, páros és vegyes páros; junior fiú és lány egyes és páros; szenior férfi és női egyes és páros, valamint kerekesszékes férfi és női egyes és páros kategóriákban rendezik. Emellett meghívásos alapon a teniszlegendák számára is rendeznek férfi és női páros mérkőzéseket. A torna szponzora a korábbi évekhez hasonlóan a Kia Motors.

## Világranglistapontok
A versenyen az elért eredménytől függően a világranglista állásába beszámító alábbi pontok szerezhetők.
| Eredmény           | Férfi egyes | Férfi páros | Női egyes | Női páros |
| ------------------ | ----------- | ----------- | --------- | --------- |
| Győzelem           | 2000        | 2000        | 2000      | 2000      |
| Döntő              | 1200        | 1200        | 1300      | 1300      |
| Elődöntő           | 720         | 720         | 780       | 780       |
| Negyeddöntő        | 360         | 360         | 430       | 430       |
| 16 között          | 180         | 180         | 240       | 240       |
| 32 között          | 90          | 90          | 130       | 130       |
| 64 között          | 45          | 0           | 70        | 10        |
| 128 között         | 10          | –           | 10        | –         |
| Főtáblára jutás    | 25          | 25          | 40        | –         |
| Selejtező (3. kör) | 16          | –           | 30        | –         |
| Selejtező (2. kör) | 8           | –           | 20        | –         |
| Selejtező (1. kör) | 0           | –           | 2         | –         |

## Pénzdíjazás
A torna összdíjazása 44 millió ausztrál dollár. Az alábbiakban szintén ausztrál dollárban olvashatóak az összegek, párosnál feleződik az egy főre jutó díjazás.
| Eredmény           | Egyes*      | Páros**                   | Vegyes páros**            |
| Győzelem           | 3 800 000 $ | 650 000 $                 | 150 000 $                 |
| Döntő              | 1 900 000 $ | 325 000 $                 | 75 500 $                  |
| Elődöntő           | 800 000 $   | 160 500 $                 | 37 500 $                  |
| Negyeddöntő        | 400 000 $   | 80 000 $                  | 17 750 $                  |
| 16 között          | 200 000 $   | 40 000 $                  | 9000 $                    |
| 32 között          | 97 500 $    | 23 000 $                  | 4500 $                    |
| 64 között          | 60 000 $    | 14 800 $                  | –                         |
| 128 között         | 34 500 $    | –                         | –                         |
| Selejtező (döntő)  | 14 400 $    | *Nemenként **Csapatonként | *Nemenként **Csapatonként |
| Selejtező (2. kör) | 7200 $      | *Nemenként **Csapatonként | *Nemenként **Csapatonként |
| Selejtező (1. kör) | 3600 $      | *Nemenként **Csapatonként | *Nemenként **Csapatonként |

## Döntők

### Férfi egyes
- Novak Đoković– Andy Murray 6–1, 7–5, 7–6(3)

### Női egyes
- Angelique Kerber– Serena Williams 6–4, 3–6, 6–4

### Férfi páros
- Jamie Murray /  Bruno Soares– Daniel Nestor /  Radek Štěpánek 2–6, 6–4, 7–5

### Női páros
- Martina Hingis /  Szánija Mirza– Andrea Hlaváčková /  Lucie Hradecká 7–6(1), 6–3

### Vegyes páros
- Jelena Vesznyina /  Bruno Soares– Coco Vandeweghe /  Horia Tecău, 6–4, 4–6, [10–5]

### Juniorok

#### Fiú egyéni
- Oliver Anderson –  Jurabek Karimov, 6–2, 1–6, 6–1

#### Lány egyéni
- Vera Lapko –  Tereza Mihalíková, 6–3, 6–4

#### Fiú páros
- Alex De Minaur /  Blake Ellis –  Lukáš Klein /  Patrik Rikl, 3–6, 7–5, [12–10]

#### Lány páros
- Anna Kalinszkaja /  Tereza Mihalíková –  Dajana Jasztremszka /  Anastasia Zarytska, 6–1, 6–1